# Descendência

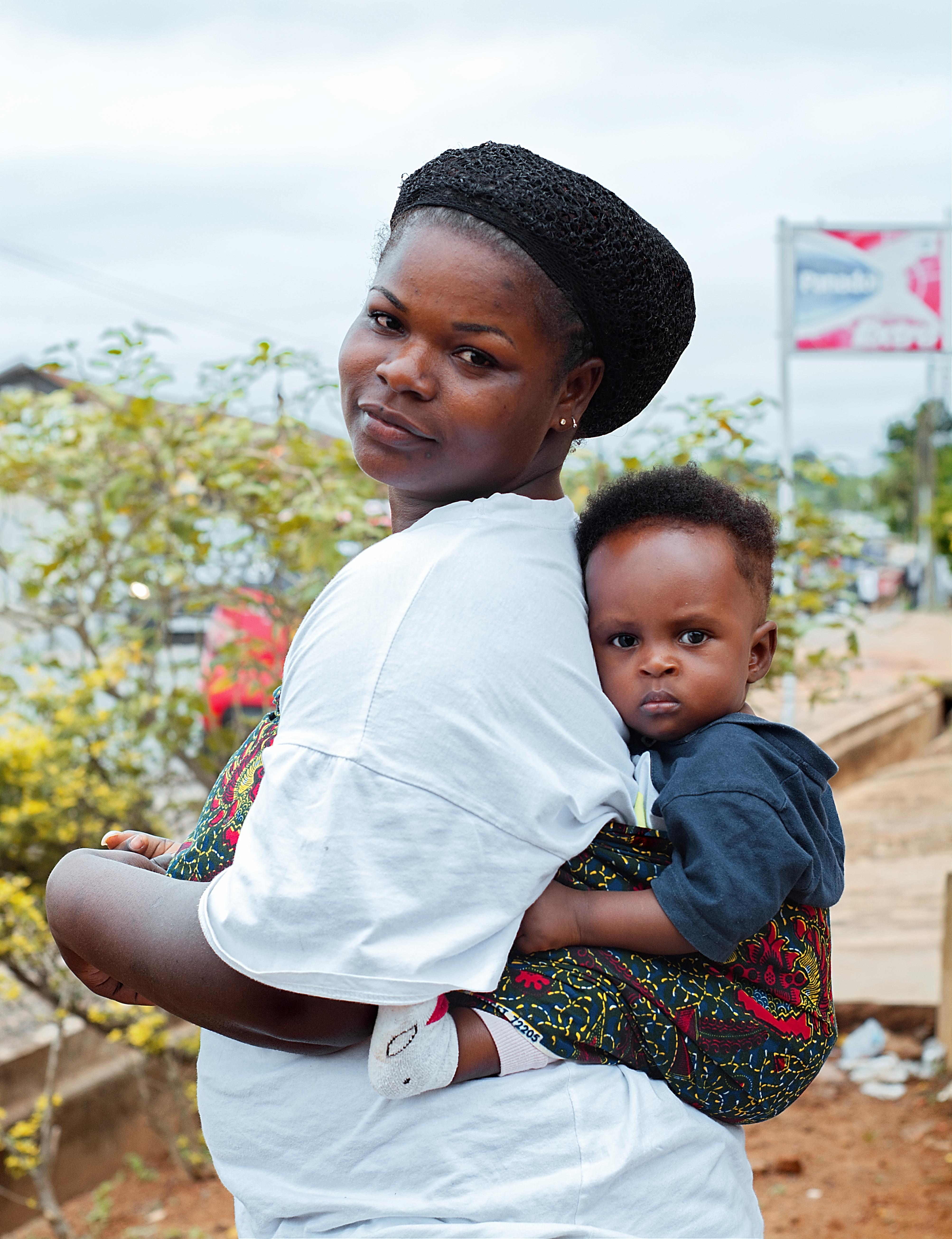
Mulher e filho do Gana.

Descendência de um indivíduo é constituída pela série de indivíduos provenientes do mesmo progenitor. No sentido oposto existe a ascendência, ou seja, todos os ancestrais de um determinado indivíduo.